# Eugen Naumann (prawnik)

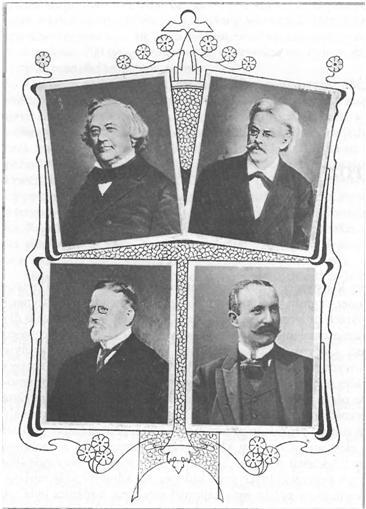
Niemieccy nadburmistrzowie Poznania (od lewej zgodnie z ruchem wskazówek zegara): Eugen Naumann, Hermann Kohleis, Waldemar Müller, Richard Witting

Eugen Samuel Philipp Naumann (ur. 1803 w Nowym Porcie, wówczas niem. Neufahrwasser, zm. 1880) – niemiecki prawnik, burmistrz Poznania.

## Życiorys
Urodził się jako syn urzędnika Johanna Friedricha, królewskiego inspektora prowincjonalnego urzędu solnego, i Sophie z domu Rose.
Nauki gimnazjalne rozpoczął we Wrocławiu, a kontynuował je w latach 1817–1824 w poznańskim Gimnazjum św. Marii Magdaleny, gdzie uzyskał maturę. W 1824 r. podjął studia prawnicze na Uniwersytecie w Bonn, a następnie w Berlinie. Po krótkiej pracy w stolicy Prus powrócił po śmierci ojca w 1827 r. do Poznania, gdzie został aplikantem sądowym. W październiku 1830 r. obrany został radnym miejskim; jednocześnie objął funkcję miejskiego syndyka. 5 kwietnia 1835 r., po niespodziewanej śmierci Karla Behma, pierwszego nadburmistrza Poznania, objął ten urząd i sprawował go przez 36 lat, aż do 25 kwietnia 1871 r. Brał żywy udział w życiu politycznym. Od 1837 r. był reprezentantem mieszczaństwa w sejmach prowincjonalnych Wielkiego Księstwa Poznańskiego, a w latach 1847, 1849 i 1859–1861 posłem do parlamentu pruskiego.
Naumann głosił liberalne przekonania. Był m.in. zwolennikiem równouprawnienia wszystkich trzech nacji – polskiej, niemieckiej i żydowskiej – zamieszkujących Poznań. Dobrze posługiwał się językiem polskim. Dla dobra miasta i jego mieszkańców współpracował w różnych sprawach z czołowymi przedstawicielami społeczności polskiej, m.in. z Karolem Marcinkowskim (opieka nad ubogimi), Edwardem Raczyńskim (założenie wodociągów) i Hipolitem Cegielskim (szkolnictwo). W burzliwych czasach Wiosny Ludów „…stanął śmiało w szeregu osobistości zdążających do zgody z Polakami…” W marcu 1848 r. wszedł w skład złożonej z ośmiu Polaków i dwóch Niemców komisji opracowującej projekt reorganizacji Wielkiego Księstwa Poznańskiego. Reprezentował w niej stanowisko neutralne, poszukując kompromisu między interesami ludności polskiej i niemieckiej, przy równoczesnym zachowaniu administracyjnej jedności prowincji, wobec której pojawił się projekt podziału na dwie części. W 1853 r. popierał równouprawnienie młodzieży obu narodowości w nowo założonej szkole realnej przy ul. Wrocławskiej, wkrótce – dzięki hojności znanego poznańskiego kupca Gotthilfa Bergera, który ofiarował na ten cel ogromną kwotę 65 tysięcy talarów – przeniesionej do nowego gmachu przy ul. Strzeleckiej. Dzięki przychylnemu stanowisku Naumanna, w 1848 r. dyrekcja niemieckiego teatru zwolniła od opłat za wynajem sali polski teatr amatorski.
Bardzo sprawny administrator, dbał o rozwój komunikacji, urządzeń komunalnych i szkolnictwa w mieście. Zabiegał o poprawę przeżywających długotrwały kryzys finansów miasta. Za jego kadencji Poznań otrzymał w sierpniu 1848 r. pierwsze połączenie kolejowe ze Szczecinem, a następnie w 1856 r. z Wrocławiem i w 1870 r. z Berlinem, co wybitnie ułatwiło ruch osobowy i towarowy między tymi miastami. Należy wspomnieć, że już w 1841 r. Naumann współdziałał z Marcinkowskim w inicjatywie kolejowego połączenia Poznania z Frankfurtem nad Odrą i Toruniem. W 1854 r. w zaadaptowanym skrzydle dawnego klasztoru Teresek przy ul. Koziej założono szpital miejski, rozbudowany w latach późniejszych wzdłuż ul. Szkolnej. W 1856 r. uruchomiono gazownię, a w latach 1864–1866 gruntownie zmodernizowano sieć wodociągową. W 1857 r. rozpoczęła działalność giełda zbożowa. W mieście przybyło szkół: nie powiodły się natomiast wspierane przez Naumanna zabiegi o założenie uniwersytetu w Poznaniu. W czasie jego rządów liczba ludności miasta zwiększyła się znacznie, z 35,5 tys. w 1834 r. do 56,4 tys. w 1871 r. Wypada również nadmienić, iż dokonano wówczas rozbiórki niektórych niszczejących zabytkowych budowli, m.in. dawnych murów obronnych.
Za swoje zasługi Naumann został uhonorowany tytułem tajnego radcy i odznaczony orderem Czerwonego Orła III klasy ze wstęgą.
Przez długie lata mieszkał przy ul. Zamkowej (Schlosstrasse) 3.
W 1871 r., po 36 latach sprawowania urzędu nadburmistrza, Naumann ustąpił ze stanowiska, a ster rządów w mieście przejął Hermann Kohleis i sprawował je w 1883 r. „Z ustąpieniem Naumanna skończyła się stara era polityki polskiej rządu pruskiego”. Zapisał się dobrze w pamięci mieszkańców Poznania wszystkich narodowości. Znający go Marceli Motty tak przedstawił nadburmistrza w „Przechadzkach po mieście”: „Wysoki i przystojny, przy tym z usposobienia spokojny i rozważny, ugrzeczniony i przyjacielski względem każdego, mówił dobrze po polsku, a chociaż Niemiec gorliwy i przekonany o wyższości swego szczepu, nie miał jednak do nas ani osobistej nienawiści, ani też tego gniewu, że w ogóle jeszcze jesteśmy na świecie. Wyznając zasady liberalne, stosował się wprawdzie do rozporządzeń i zamiaru rządu, ale gdzie było można, tak w sprawach gminnych, jako i szkolnych, coś ludzkiego i słusznego nam wyświadczyć, czynił to chętnie”.
Eugen Naumann zmarł w Poznaniu (z powodu niewydolności krążenia) 4 lutego 1880 r., w wieku 77 lat. Pochowany został obok zmarłej w 1865 r. żony na cmentarzu ewangelickim przy ul. Półwiejskiej (obecnie nieistniejącym, jego część zajmuje park Generała Jana Henryka Dąbrowskiego przy ul. Ogrodowej). Odszedł „…człowiek światły i sprawiedliwy…” Jego życiorys i zasługi przypomniano w „Posener Zeitung”; w prasie polskiej zgon ten nie znalazł szerszego oddźwięku. Prawdopodobnie stało się tak dlatego, iż jego zastępca Kohleis był konsekwentnym realizatorem polityki kanclerza Ottona von Bismarcka, który występował stanowczo przeciwko narodowym i politycznym aspiracjom Polaków w Rzeszy. Pamięć Naumanna uczczono nadaniem jego imienia ulicy (dziś Działyńskich) i zbudowanej przy niej w latach 1884–1885 szkole średniej dla chłopców.
Żoną Naumanna była od 1830 r. Ulricke Kaskel. Ze związku tego narodziło się dwóch synów, Richard i Heinrich, oraz pięć córek: Elise, Marie, Berta, Helene i Clara. Ulricke Kaskel pochodziła najprawdopodobniej z rozgałęzionej – reprezentowanej także w Poznaniu – rodziny bankierskiej o korzeniach żydowskich, lecz częściowo zasymilowanej; rodzina ta była w jakiś sposób skoligacona z Naumannami: Henriette Kaskel była żoną Moritza Ernsta Adolfa Naumanna (1798–1871), profesora wydziału lekarskiego Uniwersytetu w Bonn.